# Ludovico Marini
Ludovico Marini (Orvieto, 1820 – Roma, 1888) è stato un patriota italiano e amministratore di Santarcangelo di Romagna.

## Biografia
Partecipò attivamente alle lotte e alle guerre risorgimentali.
Nel 1859 fu nominato presidente della giunta provvisoria di governo di Santarcangelo di Romagna e successivamente gonfaloniere.
Fu il primo sindaco della cittadina romagnola, e ricoprì tale carica fino all'aprile del 1865. 
Nel ruolo di amministratore si impegnò con determinazione nella lotta all'analfabetismo e per migliorare le condizioni economico-sociali della popolazione; istituì una nuova scuola elementare, una scuola tecnica, una scuola musicale, una scuola serale e festiva. Si impegnò anche per la nascita del nuovo ospedale e indusse Cavour a modificare il percorso della costruenda linea ferroviaria Bologna-Ancona deviandola fino a Santarcangelo.
Contribuì attivamente alla fondazione, nel 1869, della locale Società Operaia di Mutuo Soccorso.
Dall'inizio degli anni Settanta, dopo la presa di Roma, visse nella capitale, dove cercò di organizzare le file repubblicane.